# Bruce Harwood
Bruce Harwood (nacido el 29 de abril de 1963) es un actor canadiense principalmente conocido por su papel de John Fitzgerald Byers, uno de los pistoleros solitarios en la serie de televisión The X-Files. Además de The X-Files, Harwood interpretó a Byers en la spin-off, The Lone Gunmen, que emitió trece episodios en 2001. También ha interpretado otros papeles con una fuerte similitud con Byers, como Willis, un técnico de Phoenix Foundation en MacGyver, y el científico del gobierno convertido en teórico de la conspiración Dr. Avery Strong en The Outer Limits. Fue miembro fundador del festival de verano de Shakespeare en Vancouver, Bard on the Beach. También protagonizó la película Earth Star Voyager de 1988.

## Filmografía

### Películas
| Año  | Título                     | Personaje               | Notas                  |
| ---- | -------------------------- | ----------------------- | ---------------------- |
| 1989 | La mosca 2                 | Técnico                 |                        |
| 1991 | Bingo                      | Ejecutivo               |                        |
| 1995 | Beauty's Revenge           | Camarógrafo             | Película de televisión |
| 1995 | Bye Bye Birdie             | Reportero #1            | Película de televisión |
| 1998 | The X-Files                | Byers                   |                        |
| 2000 | Presunto homicida          | Miles                   |                        |
| 2001 | Death Train to the Pacific | Director ferroviario CP | Película de televisión |
| 2006 | The Psychic Life of Plants | Doctor                  | Cortometraje           |
| 2007 | The Last Mimzy             | Científico              |                        |
| 2008 | Efectos personales         | Record Man              |                        |
| 2010 | Daydream Nation            | Mr. Myers               |                        |
| 2011 | Christmas Comes to Canaan  | Maitre D'               | Película de televisión |

### Televisión
| Año       | Título                                 | Personaje             | Notas                                                 |
| --------- | -------------------------------------- | --------------------- | ----------------------------------------------------- |
| 1987      | MacGyver                               | Juice                 | Episodio:"Blow Out"                                   |
| 1988      | 21 Jump Street                         | Bruce                 | Episodio: "Hell Week"                                 |
| 1988      | Walt Disney's Wonderful World of Color | Dr. Eugene            | Episodio: "Earth Star Voyager: Part 1"                |
| 1988      | Danger Bay                             | Joe                   | Episodio: "The Return of Sugar Ray"                   |
| 1989      | The Beachcombers                       | Xavier                | Episodio: "Club Laundromat"                           |
| 1989      | Wiseguy                                | Mensajero             | Episodio: "Day Seven"                                 |
| 1990-1991 | MacGyver                               | Willis                | 4 Episodios                                           |
| 1990      | 21 Jump Street                         | Ingeniero             | Episodio: "Research and Destroy"                      |
| 1994-2002 | The X-Files                            | John Fitzgerald Byers | 36 Episodios                                          |
| 1995      | The Outer Limits                       | Técnico               | Episodio: "Valerie 23"                                |
| 1996      | The Outer Limits                       | Dr. Norris            | Episodio: "Trial by Fire"                             |
| 1997      | The Sentinel                           | Barry                 | Episodio: "Warriors"                                  |
| 1997      | The Outer Limits                       | Dr. Avery Strong      | Episodio: "A Special Edition"                         |
| 1998      | Honey, I Shrunk the Kids: The TV Show  | Mr. Lincoln           | Episodio: "Honey, It's No Fun Being an Illegal Alien" |
| 1999      | The Outer Limits                       | Miles Pendergast      | Episodio: "What Will the Neighbors Think?"            |
| 2001      | The Lone Gunmen                        | John Fitzgerald Byers | 13 Episodios                                          |
| 2001      | Andrómeda                              | Philip Kim            | Episodio: "All Too Human"                             |
| 2002      | Stargate SG-1                          | Dr. Osbourne          | Episodio: "Frozen"                                    |
| 2004      | The L World                            | Gerente del hotel     | Episodio: "Lies, Lies, Lies"                          |
| 2004      | Smallville                             | Ben Powell            | Episodio: "Resurrection"                              |
| 2004      | Alienated                              | Profesor #2           | Episodio: "Human Gas"                                 |
| 2004      | Hospital Kingdom                       | Fred Beagle           | Episodio: "Shoulda' Stood in Bed"                     |
| 2007      | Whistler                               | Graeme                | 2 Episodios                                           |
| 2011      | EndGame                                | Lester                | Episodio: "Gorillas in Our Midst"                     |
| 2012      | Emily Owens, M.D.                      | Anestesiólogo         | Episodio: "Emily and...The Good and the Bad"          |
| 2014-2015 | When Calls the Heart                   | Alcalde Silas Ramsey  | 4 Episodios                                           |
| 2014      | Psych                                  | Inspector de salud    | Episodio: "Shawn and Gus Truck Things Up"             |
| 2014      | The Flash                              | Dexter Myles          | Episodio: "Going Rogue"                               |
| 2016      | The X-Files                            | John Fitzgerald Byers | Episodio: "Babylon"                                   |